# Kenrich Williams
Kenrich Lo Williams (ur. 2 grudnia 1994) – amerykański koszykarz, występujący na pozycji niskiego skrzydłowego, aktualnie zawodnik Oklahoma City Thunder.
W 2018 reprezentował Denver Nuggets podczas letniej ligi NBA w Las Vegas.
24 listopada 2020 został wytransferowany Oklahoma City Thunder.

## Osiągnięcia
Stan na 25 listopada 2020, na podstawie, o ile nie zaznaczono inaczej.
NCAA
- Uczestnik turnieju NCAA (2018)
- Mistrz tutnieju National Invitation Tournament (NIT – 2017)
- MVP turnieju:
  - NIT (2017)[5]
  - Corpus Christi Challenge (2015)
  - Emerald Coast Classic (2018)
- Zaliczony do:
  - I składu turnieju:
    - NIT (2017)
    - Corpus Christi Challenge (2015)
    - Emerald Coast Classic (2018)

  - II składu Big 12 (2018)
  - składu All-Big 12 honorable mention (2017)
- Uczestnik turnieju Portsmouth Invitational (2018)
- Lider Big 12 w liczbie zbiórek (359 – 2018)